# Richard O'Connor (Australie)
Pour les articles homonymes, voir O'Connor.
Richard Edward O'Connor (4 août 1851 à Sydney – 18 novembre 1912), est un homme politique australien qui est membre du premier gouvernement du pays.

## Biographie
O'Connor est né à Sydney où il fait toutes ses études et obtient son diplôme de droit en 1871. Il entre comme secrétaire au Parlement de l'état, approfondit ses études et devint avocat en 1876. Il se fait très rapidement une réputation de bon juriste et se rend célèbre en peu de temps d'autant plus qu'il est déjà connu comme journaliste écrivant dans les journaux catholiques et intéressant les gens d'origine irlandaise.
O'Connor est membre de l'Assemblée Législative de Nouvelle-Galles du Sud de 1887 à 1898. Il est ministre de la Justice de 1891 à 1893 et représentant du gouvernement à la Cour Suprême (Solicitor-General) en 1893. Il est nommé au Conseil de la reine en 1896 et la même année est nommé membre de la convention fédérale de Bathurst. Il est un fervent partisan d'un état fédéral et est élu à la Convention Constituante de 1897 et 1898. Avec Edmund Barton et John Downer il participe au projet de constitution qui après quelques modifications est adoptée comme Constitution officielle australienne.
O'Connor est élu sénateur en 1901. Il est nommé Vice-Président du gouvernement Barton de 1901 à 1903. En 1903, il est nommé juge de la première Haute Cour et reste à son poste jusqu'à sa mort en 1912.